# Radenci
Radenci (Radein en allemand) est une commune située dans la région historique de la Basse-Styrie au nord-est de la Slovénie.

## Géographie
La commune de Radenci est localisée au nord-est de la Slovénie dans la région historique de la Basse-Styrie. Cette zone est localisée à proximité de l'Autriche.

### Villages
Les localités qui composent la commune sont Boračeva, Hrastje-Mota, Hrašenski Vrh, Janžev Vrh, Kapelski Vrh, Kobilščak, Kocjan, Melanjski Vrh, Murski Vrh, Murščak, Okoslavci, Paričjak, Radenci, Radenski Vrh, Rački Vrh, Rihtarovci, Spodnji Kocjan, Šratovci, Turjanci, Turjanski Vrh, Zgornji Kocjan et Žrnova.

## Démographie
Entre 1999 et 2021, la population de la commune a légèrement diminué mais demeure supérieure à 5 000 habitants,.
Évolution démographique
| 1999  | 2000  | 2001  | 2002  | 2003  | 2004  | 2005  | 2006  | 2007  |
| ----- | ----- | ----- | ----- | ----- | ----- | ----- | ----- | ----- |
| 5 356 | 5 337 | 5 353 | 5 344 | 5 330 | 5 315 | 5 328 | 5 327 | 5 282 |
| 2008  | 2009  | 2010  | 2011  | 2012  | 2013  | 2014  | 2015  | 2016  |
| 5 248 | 5 196 | 5 306 | 5 304 | 5 177 | 5 252 | 5 216 | 5 199 | 5 138 |
| 2017  | 2018  | 2019  | 2020  | 2021  |       |       |       |       |
| 5 160 | 5 151 | 5 108 | 5 112 | 5 098 |       |       |       |       |